# Agrilus mandingo
Agrilus mandingo es una especie de insecto del género Agrilus, familia Buprestidae, orden Coleoptera.
Fue descrita científicamente por Curletti, 1996.